# Намбу Тюхей
Тюхей Намбу (яп. 南部 忠平, англ. Chūhei Nambu; нар. 27 травня 1904 — пом. 23 липня 1997) — японський легкоатлет, який спеціалізувався в спринті, стрибках у довжину та потрійному стрибку.

## З життєпису
Олімпійський чемпіон з потрійного стрибка (1932). Бронзовий олімпійський призер зі стрибків у довжину (1932).
Інші олімпійські виступи:
- 4-те місце в потрійному стрибку (1928);
- 5-те місце з естафетного бігу 4×100 метрів (1932);
- 9-те місце у стрибках у довжину (1928);
- участь у попередньому забігу естафетного бігу 4×100 метрів (1928).

Мультимедаліст Далекосхідних ігор:
- : стрибки у довжину (1930);
- : стрибки у висоту (1925), потрійний стрибок (1925);
- : стрибки у довжину (1925), потрійний стрибок (1927), біг на 100 метрів (1930).

Національні чемпіонські титули:
- біг на 100 метрів (1930, 1933);
- стрибки у довжину (1928, 1929, 1930, 1931, 1932, 1933).

Чемпіоном Японії з потрійного стрибка жодного разу не ставав.
Ексрекордсмен світу зі стрибків у довжину (7,98; 1931) та потрійного стрибка (15,72; 1932).
По закінченні спортивної кар'єри став спортивним журналістом, згодом — спортивним функціонером, був директором японської національної збірної на Іграх-1964.

## Визнання
- У Саппоро проводяться легкоатлетичні змагання «Меморіал Тюхея Намбу»
- Кавалер срібного Олімпійського ордена (1983)